# Division 2
Division 2 é como é chamado o torneio que corresponde à quarta divisão do futebol na Suécia. Atualmente, dipões de 72 clubes divididos em seis ligas, cuja formação é regionalizada. A Division 2 foi, oficialmente, a segunda divisão nacional sueca entre 1928 e 1986, mas foi substituída pela Division 1 em 1987. E permaneceu com o status de terceira divisão até 2005, já que em 2006, foi novamente substituída pela Division 1.

## Formato
São 72 clubes na Division 2, divididos em 6 grupos de 12 equipes, representando uma área geográfica. No decorrer da temporada (começando em abril e terminando em outubro) os clubes se enfrentam, todos contra todos, em partidas de ida e volta, totalizando 22 jogos por equipe.
Promoção
Os campeões da cada grupo são promovidos para a Division 1 (terceira divisão). E os três piores colocados de cada um dos 2 grupos da Division 1 são rebaixados para a Division 2.
Rebaixamento
Ao final de cada temporada os dois piores colocados de cada grupo são rebaixados para a quinta divisão (Division 3), enquanto que os campeões de cada um dos doze grupos da Division 3 são promovidos em seus lugares. Já os terceiros piores colocados, de cada um dos 6 grupos da Division 2, disputam com os segundos melhores de cada um dos 12 grupos da Division 3 uma repescagem.

## Equipes participantes
Clubes que participam da temporada 2016: